# Слива (підрід)
Слива (Prunus subg. Prunus) — підрід дерев'янистих рослин роду слива (Prunus) родини розові (Rosaceae).

## Ботанічний опис
До підроду належать листопадні дерева і чагарники. Листя в бруньках складені поздовжньо.
Квітки майже сидячі або на квітконіжках, поодинокі або зібрані по 2–6 в суцвіття, розпускаються до появи листя або одночасно з ним, на прирості минулого року.
Плід — кістянка, покрита оксамитовим запушенням або гола. Мезокарпій м'ясистий. Ендокарпій сплощений, нерідко покритий невеликими зморшками або ямками або ж гладкий.